# Dubovitz Dénes
Dubovitz Dénes (Budapest, 1913. február 17. – Budapest, 1973. május 12.) magyar orvos, egészségügyi szervező, egyetemi tanár.

## Életpályája
Szülei: Dr. Dubovitz Hugó vegyészmérnök (1883-?) és Garamy Margit voltak. Bécsben és Budapesten filozófiát, majd orvosi tanulmányokat folytatott 1931–1940 között. 1941-től az ipolysági kórházban alorvos volt. 1943–1945 között vidéken volt orvos. 1945-ben a Népjóléti, majd Egészségügyi Minisztériumba került. 1951-ben az Országos Reuma- és Fürdőügyi Intézet igazgató-főorvosa lett. 1957–1964 között az Egészségügyi Minisztérium gyógyító-megelőző főosztályát vezette. 1964-től a budapesti orvosi egyetemen a szervezési tanszék helyettes vezetője volt. 1970-ig az Országos Ideg- és Elmegyógyintézet szervezés-módszertani osztályának vezetője, majd az Országos Vérellátó Szolgálat igazgató-helyettese volt 1973-ig.
Közreműködött az üzemegészségügyi hálózat kifejlesztésében. Érdeme az egészségügy valamennyi területén a betegek ún. követéses módszere folyamatos nyilvántartása és folytatólagos kezelésének a biztosítása. Egyik szerzője volt a Simonovits István szerkesztésében megjelent Társadalom-egészségtan és egészségügyi szervezéstudomány (1966) című egyetemi tankönyvnek.
A Farkasréti temetőben temették el (EE-365. fülke).

## Magánélete
1973-ban, Budapesten házasságot kötött Szabó Magdolnával.

## Művei
- Egészségtan az általános iskolák 8. osztálya számára (Pikler Emmivel, Dabis Lászlóval, Budapest, 1949)
- Társadalom-egészségtan és egészségügyi szervezéstudomány (többekel, 1966)
- A Betegségek Nemzetközi Osztályozása és a morbiditási, epidemiológiai vizsgálatok (1972)